# Budy Wielgoleskie
Budy Wielgoleskie es un pueblo de Polonia, en Mazovia.  Se encuentra en el distrito (Gmina) de Latowicz, perteneciente al condado (Powiat) de Mińsk. Se encuentra aproximadamente 8 km al oeste de Latowicz, a 19 km al sureste de Mińsk Mazowiecki, y a 52 km  al sureste de Varsovia.
Entre 1975 y 1998 perteneció al voivodato de Siedlce.